# Médecine non conventionnelle
 (décembre 2022).

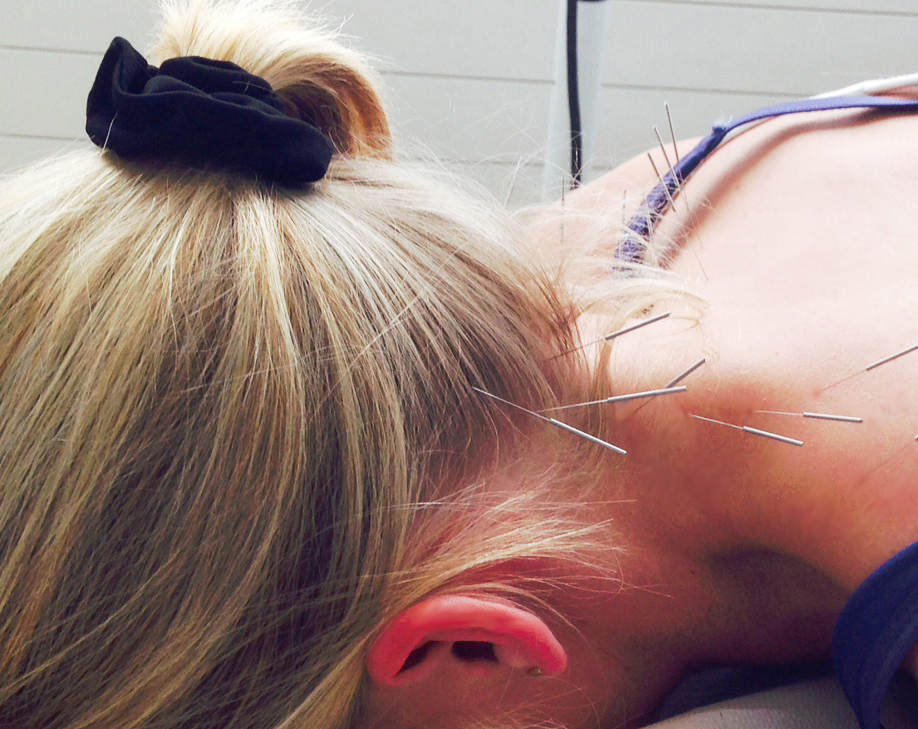
Aiguilles mises en place sur les points d'acupuncture de la nuque.

Les médecines non conventionnelles (également appelées pseudo-médecines, médecines alternatives, médecines parallèles, médecines naturelles, médecines douces) regroupent plusieurs centaines de pratiques thérapeutiques très différentes. Leur efficacité (considérée au-delà du seul effet placebo) n'est pas démontrée d'où le qualificatif de « pseudo-médecines » qui leur est parfois appliqué. Elles se distinguent en cela de la médecine fondée sur les faits, parfois dite « conventionnelle » par opposition, dont l'efficacité est établie.

## Origines

### Origine de l'appellation
Dès l'Antiquité, Pline l'Ancien recommandait déjà de séparer soigneusement la médecine fondée sur les faits des « impostures magiques » : « sous l'apparence d'avoir pour objet notre salut, [la magie] s'est glissée comme une autre médecine plus profonde et plus sainte. En second lieu, aux promesses les plus flatteuses et les plus séduisantes elle a joint le ressort de la religion, sujet sur lequel le genre humain est encore aujourd'hui le plus aveugle. Enfin, pour comble, elle s'est incorporé l'art astrologique ; or, tout homme est avide de connaître son avenir, et tout homme pense que cette connaissance se tire du ciel avec le plus de certitude. Ainsi, tenant enchaînés les esprits par un triple lien, la magie s'est élevée à un tel point, qu'aujourd'hui même elle prévaut chez un grand nombre de nations, et dans l'Orient commande aux rois des rois ».
Le terme « médecine non conventionnelle » est celui retenu par la Commission européenne. Ce terme désigne selon le rapport du Parlement européen : « L'ensemble des systèmes médicaux et disciplines thérapeutiques couverts par la dénomination « médecines non conventionnelles » ont en commun le fait que leur validité n'est pas reconnue ou n'est que partiellement reconnue. » L'appellation « médecine non conventionnelle » se bâtit aussi par opposition à la définition de la « médecine conventionnelle », une médecine à l'efficacité prouvée, telle que définie par le Ministère des Solidarités et de la Santé : « La médecine « conventionnelle » s’appuie sur des traitements qui ont toujours obtenu une validation scientifique, soit par des essais cliniques, soit parce qu’ils bénéficient d’un consensus professionnel fort. Les essais cliniques sont soumis à des autorisations et à des contrôles rigoureux sur le plan de l’éthique, des conditions de réalisation et de la pertinence scientifique. Les consensus professionnels, quant à eux, sont obtenus après plusieurs années de recul, avec l’accord et l’expérience de la majorité des professionnels de la discipline concernée. Les conditions d’utilisation des techniques y sont définies avec précision. En s’appuyant sur cette méthodologie rigoureuse, l’efficacité de la médecine conventionnelle est prouvée. » Ce terme qualifie donc des méthodes de soin parfois également appelées « médecine douce », « médecine complémentaire », « médecine naturelle », « médecine alternative », « médecine parallèle » ou encore « médecine holistique ». La médecine conventionnelle est généralement désignée par les tenants de certaines médecines non conventionnelles sous le terme de médecine « allopathique » (terme provenant de l'homéopathie). La médecine « holistique » est un autre rebranding de la médecine alternative. Dans ce cas, les mots équilibre et holistique sont souvent utilisés aux côtés de « complémentaires » ou d'« intégratifs », prétendant prendre en compte une personne « entière », contrairement à un prétendu réductionnisme de la médecine.
L'Organisation mondiale de la santé (OMS) inclut les médecines complémentaires et alternatives dans les médecines traditionnelles. Elle précise : « Le terme « médecine complémentaire » ou « médecine alternative » est utilisé de manière interchangeable avec « médecine traditionnelle » dans certains pays. Elles concernent une large gamme de pratiques de soins qui ne font pas partie des traditions du pays et qui ne sont pas intégrées dans le système de santé dominant ».
Cependant, le choix des termes induit souvent des partis-pris. En effet, parler de « médecine parallèle » semble signifier qu’il y aurait deux conceptions équivalentes de la médecine impliquant deux systèmes de soins fonctionnant indépendamment l’un de l’autre, avec le même degré d’efficience et de scientificité : les patients auraient donc le choix entre deux thérapeutiques qu’ils peuvent envisager comme alternatives et concurrentes ou comme complémentaires l’une de l’autre. D'autre part, l’appellation « médecine douce » semble considérer comme agressives les pratiques de la médecine conventionnelle : selon Jean Brissonet « l’utilisation de l’adjectif « douce » n’étant là que pour faire paraître « dure » la médecine moderne. En fait une technique médicale n’est ni « dure », ni « douce », elle est, ou n’est pas, efficace. Ensuite, tout est question d’utilisation et de rapport efficacité/risque. ». L'idée de « médecine naturelle » s'appuie sur un présupposé rousseauiste selon lequel la nature est bonne et les œuvres de l'Homme mauvaises, et que certaines méthodes thérapeutiques seraient plus proches de cette supposée harmonie naturelle. En disant « médecine alternative », on envisage ces pratiques de soins comme substitutives, donc susceptibles de remplacer une démarche thérapeutique classique et conventionnelle. D'autres préféreront parler de pseudo-médecines ou pseudo-sciences afin d'éviter cet effet de rhétorique.
Le terme « médecine complémentaire » privilégie l’idée d’associer des traitements impliquant des « philosophies thérapeutiques » différentes mais capables de coopérer dans l’intérêt du malade,.
L'Académie nationale de médecine française recommande dans un rapport de 2013 l'appellation « thérapies complémentaires » (« ThC ») : « L’ANM rappelle que les pratiques souvent dites médecines complémentaires ne sont pas des « médecines », mais des techniques empiriques de traitement pouvant rendre certains services en complément de la thérapeutique à base scientifique de la médecine proprement dite. Elle recommande de ce fait de les désigner par la dénomination de thérapies complémentaires, qui correspond mieux à leur nature ». Le Conseil de l'Ordre des médecins utilise l'expression médecines alternatives et complémentaires (MAC) tout en indiquant que « l'utilisation médiatique [de ces termes], concernant notamment l’homéopathie, entretient une ambigüité qui est source de confusion et de litiges d’interprétation ».
Dans tous les cas, ces appellations regroupent un grand nombre de pratiques aux fondements scientifiques très variables, et rarement contrôlées par des instances officielles. La liste du MeSH comporte ainsi 17 catégories de thérapies complémentaires et la MIVILUDES dénombre 400 pratiques « à visée thérapeutique ». Certaines d'entre elles sont étroitement surveillées par les pouvoirs publics en raison des éventuels dangers qu'elles présentent pour la santé ou du risque de dérive sectaire.
Le concept de « médecine intégrative » a été inventé pour désigner le recours simultané à la médecine dont l'efficacité est avérée et aux thérapies alternatives dans la prise en charge d'un patient[réf. nécessaire].

### Origines et histoire des médecines regroupées sous cette appellation

#### Influences antiques et orientalistes
L'Occident a été marqué pendant plusieurs siècles par la théorie des humeurs d'Hippocrate, qui reste considéré, avec Galien et Paracelse, comme l'un des « pères de la médecine occidentale » aujourd'hui. Un parallèle notable peut être fait entre la médecine européenne de l'époque médiévale et les systèmes de la médecine traditionnelle chinoise et d'ayurveda en Inde : des parties du corps et organes sont de façon similaire associés à des saisons, des signes astrologiques, ou des éléments. Ces théories ont fait leur réapparition dans un certain nombre de pratiques paramédicales depuis le XIXe siècle, et font l'objet d'un effet de mode dans certains milieux.
Un certain nombre de pratiques non conventionnelles disponibles en Europe déclarent aujourd'hui s'inspirer plus ou moins directement de traditions asiatiques antiques (chinoises, indiennes, tibétaines, etc.) ou parfois africaines ou amérindiennes, et se réclament des philosophies et cultures de ces pays. Leur promotion peut alors reposer sur l'argument fallacieux de l'« appel à la tradition » ou « argument d'historicité » qui prétend que comme ces pratiques existent depuis longtemps, elles ont fait leur preuve et sont toujours valables aujourd'hui.
Certains utilisent le terme « médecine occidentale » pour qualifier la médecine moderne, même si celle-ci a en réalité puisé à des sources extrêmement diverses pendant sa longue histoire, et pas uniquement occidentale (notamment égyptiennes et arabes). Par ailleurs, la plupart des asiatiques qui y ont accès ont largement recours à la médecine moderne, et des chercheurs de tous les pays contribuent aujourd'hui au progrès de la médecine mondiale : les notions de médecine « occidentale » ou « orientale » comme leur fixité dans le temps (les « traditions » évoluent) ne reflètent donc pas, pour certains auteurs, l'importante diversité interne des différentes traditions historiques des pays invoqués.

#### Fin duXVIIesiècle- début duXXesiècle
À la fin du XVIIe siècle, la moxibustion fait son apparition en Europe, ses vertus étant vantées par des auteurs tels que Hermann Busschof (de) et Willem ten Rhijne pour lutter contre la goutte. L'acupuncture est également expliquée aux Européens par Willem ten Rhijne à la suite de ses observations au Japon sur des praticiens et des documents. Le naturaliste Engelbert Kaempfer étudiera de même ces deux thérapies, en constatant lui aussi leurs effets apparents, mais avec un regard beaucoup plus critique concernant la théorie des méridiens sur laquelle elles reposent. L'historienne Roberta Bivins remarque que cette intégration de thérapies traditionnelles chinoises en dehors de leur cadre culturel d'origine aurait pu sembler improbable, pourtant elles sont encore utilisées aujourd'hui en Occident.
Deux pseudo-médecines datant de la fin du XVIIIe siècle, l'homéopathie et le mesmérisme, particulièrement populaires au XIXe siècle, sont des exemples de thérapies qui reposent sur la seule expérience subjective comme preuve d'efficacité.
Malgré des appels récurrents à des héritages millénaires, la plupart des pratiques non conventionnelles qui subsistent de nos jours trouvent en fait leur origine dans des théories occidentales relativement récentes. Par exemple, la naturopathie naît en Allemagne en 1885, et se développe avec la mode de la lebensreform germanique du XIXe siècle, qui sert de tribune à de nombreuses théories alternatives auparavant plus ou moins confidentielles ou expérimentales, qui voient le jour en Occident entre la fin du XIXe et le début du XXe siècle : ostéopathie (USA, 1874), chiropratique (USA, 1895), aromathérapie (France, 1910), médecine anthroposophique (Allemagne, années 1920), élixirs floraux de Bach (Angleterre, 1936)... Certaines para-médecines asiatiques populaires en Occident datent de la même époque, notamment au Japon avec le shiatsu (élaboré en 1919 par Tenpeki Tamai) ou le reiki (développé par l'homme d'affaires japonais Mikao Usui à partir de 1922).
La plupart des systèmes médicaux qui étaient encore utilisés au XIXe siècle ne survivent pas à l'essor de la médecine scientifique moderne qui débute à la fin du XIXe siècle pour s'industrialiser au XXe siècle. Cependant, un certain nombre ont eu le temps de pénétrer les États-Unis, pays encore très arriéré sur le plan médical, et où médecines archaïques et charlatans prospèrent : c'est là que naissent la chiropratique et l'ostéopathie, et que la naturopathie connait un second essor (et devient rapidement une marque déposée, par l'homme d'affaires d'origine allemande Benedict Lust). En 1910, la Fondation Carnegie pour la promotion de l'enseignement mandate un vaste audit des pratiques de santé aux États-Unis, condensé dans le Rapport Abraham Flexner : celui-ci est accablant, et met en évidence l'énorme écart de santé entre les Américains encore essentiellement sous l'emprise d'une médecine pré-scientifique et les Européens qui commençaient à bénéficier à cette époque de nombreux médicaments modernes (comme la pénicilline), permettant de réduire drastiquement la plupart des maladies et la mortalité. Les progrès fulgurants de la médecine moderne importée d'Europe conduisent donc progressivement les Américains de l'Est à délaisser une partie de leurs pratiques hasardeuses, même si celles-ci perdurent dans l'ouest et sur la côte pacifique.
En Allemagne, un certain nombre de pratiques alternatives reconquièrent pendant les années 1920-30 une partie du public germanique à la faveur de la vogue post-romantique et anti-scientifique, préparée par l'idéologie de la lebensreform et l'ésotérisme théosophique, culminant dans les divers courants mystiques en vogue à cette époque comme l'anthroposophie de Rudolf Steiner qui développe une médecine anthroposophique. Mettant fin à la « liberté de soigner » (kurierfreiheit) alors en vigueur depuis 1871 et permettant à toute personne de prodiguer des soins médicaux sans formation particulière, l'Allemagne nazie est le premier État européen à institutionnaliser la pratique de médecines non scientifiques à travers une loi de 1939 (Heilpraktikergesetz (de)) qui institue la profession de « heilpraktiker »,. Après-guerre, naturopathie et homéopathie demeurent populaires en Suisse et en Bavière, et s'installent progressivement en Angleterre et en France, avec tout un cortège de théories associées.

#### DuNew Ageà l'époque contemporaine (XXesiècle- début duXXIesiècle)
Une seconde vague de création de théories alternatives a lieu aux États-Unis à partir des années 1960, en se diffusant par la côte Ouest sous l'impulsion du mouvement New Age : rebirth, multiples « pratiques énergétiques », diverses psychothérapies telles que la « thérapie primale », l'« analyse bioénergétique » ou encore la programmation neurolinguistique (PNL). De très nombreuses pratiques nouvelles prolifèrent ainsi, malgré des critiques toujours constantes de la part des institutions médicales face à l'absence d'effet démontré pour la plupart des soins proposés. En 1968, un rapport du Département de la Santé et des Services sociaux des États-Unis dénonce ainsi l'absence de fondements empiriques comme théoriques de la plupart des théories alternatives alors en vogue en Amérique, ainsi que leur absence d'efficacité clinique, et invite à leur éviction des systèmes de sécurité sociale.
Seule une partie de ces théories survit aux années 1980, qui voit aussi passer une mode des thérapies à prétention high-tech (comme la soi-disant « médecine quantique »), ainsi que l'essor des régimes pseudo-thérapeutiques et du coaching en « développement personnel », à grand renfort de marketing.
Au début du XXIe siècle, on constate en Occident une structuration de l'offre autour, d'une part, d'un certain nombre de disciplines assez populaires (homéopathie, ostéopathie, acuponcture, etc.) et en quête de respectabilité institutionnelle (création d'écoles, de diplômes, de certification, utilisation dans les hôpitaux en tant que « thérapie complémentaire »), souvent soutenues par un appareil industriel très lucratif malgré l'absence de résultats cliniques réellement satisfaisants, et d'autre part d'une prolifération de sous-disciplines plus ou moins ésotériques souvent fondées sur une opposition dogmatique à la médecine scientifique, et de plus en plus liées à la mouvance complotiste (notamment autour de la controverse sur la vaccination) ou à diverses dérives sectaires. Entre les deux, on trouve une grande diversité de pratiques thérapeutiques plus ou moins bien identifiées, et à durée d’existence souvent courte car fondées essentiellement sur le charisme de leur promoteur, qui donne parfois son nom à la discipline (comme la « technique Alexander », la « méthode Vodder », la « méthode Hamer », ou encore la sophrologie caycédienne d'Alfonso Caycedo). D'autres courants reposent sur un dévoiement du féminisme, comme le culte du « Féminin sacré ».
À partir de 2020, la pandémie de COVID-19 et plus encore l'effervescence « antivax » qui l'a suivie ont fait basculer un grand nombre de praticiens de médecines non conventionnelles dans des discours complotistes et anti-médicaux, alimentant un marché dopé par la controverse médiatique, et emmené par une foule d'influenceurs radicalisés comme Jérémie Mercier ou Christian Tal Schaller. L'émergence d'internet a ainsi permis l'apparition de « gourous 2.0 » dispensant leurs conseils en ligne (souvent via une chaîne YouTube ou les réseaux sociaux) afin de se constituer une communauté, avant de leur proposer des produits, des stages ou même des consultations en ligne payants. Ce système permet notamment à ces individus d'échapper aux poursuites, soit qu'ils soient domiciliés à l'étranger, soit qu'ils disparaissent et réapparaissent sous une nouvelle identité en cas d'enquête.

## Typologie de pratiques
Plus de 400 pratiques thérapeutiques « alternatives », « complémentaires » ou « traditionnelles » sont recensées par l’OMS.
L'OMS et l'Inserm distinguent quatre familles de pratiques :
- les thérapies biologiques, utilisant des produits naturels issus de plantes, de minéraux ou d’animaux (ex : phytothérapie, aromathérapie) ;
- les thérapies manuelles (ex : ostéopathie, chiropraxie, réflexologie) ;
- les approches corps-esprit (ex : hypnose médicale, méditation, sophrologie) ;
- les systèmes reposant sur des fondements théoriques propres (ex : acupuncture, homéopathie).

## Postulats des pseudo-médecines

### Le naturel et la tradition ancienne
Il existe deux principes fréquemment mis en avant par les promoteurs des médecines non conventionnelles et qui feraient la différence avec la médecine conventionnelle :
- le recours à la « Nature », la référence au naturel ; le fait qu’une substance est « naturelle » serait un gage de qualité. Cependant les catastrophes naturelles, les maladies, les champignons vénéneux et la plupart des toxines sont également naturels, et pas bienfaisants pour autant. De fait, de nombreux médicaments ont pour principe actif des molécules extraites des plantes ou d'autres organismes, simplement isolés, purifiés et plus ou moins concentrés (l'aspirine en est un exemple)[6]. Inversement, la notion de « médecine naturelle » (conçue comme traitement basé sur l'utilisation d'un organisme tel quel, comme une plante) a des limites thérapeutiques, la substance active étant, soit diluée parmi les autres composés parfois toxiques ou inhibiteurs, soit présente à des concentrations non thérapeutiques, c'est-à-dire toxiques ou insuffisantes pour entraîner un bénéfice pour le patient ;
- la référence à la « tradition » ; il s'agit principalement des traditions attribuées à plus ou moins juste titre à l'Asie (Chine, Inde, Tibet…), à l'Afrique ou à l'Amérique latine, liées aux philosophies et aux cultures de ces pays et dont l'ancienneté annoncée serait garante d'efficacité (voir tradipraticien, médecine traditionnelle). Le journaliste scientifique Florian Gouthière rappelle toutefois que « l’ancienneté d’une pratique n’est jamais une preuve, en soi, de sa validité »[35], et qu'il peut y avoir une fixation à des principes pseudo-scientifiques comme la théorie des méridiens dans le cas de l'acuponcture, laquelle a d'ailleurs connu un siècle de désuétude, au XIXe siècle, face au progrès de la dissection, avant d'être « ressuscitée » au XXe siècle (dans un but politique et patriotique)[35]. Selon l'expert Didier Pachoud du GEMMPI, « tout praticien de santé énergétique vous dira que sa pratique s'inspire de la médecine chinoise. C'est qu'un parfum de tradition suffit à conférer des lettres de noblesse à ces pratiques. Mais en réalité, tout cela n'est rien d'autre qu'un ensemble de croyances élevé en doctrine »[30].

### L'interprétation des troubles
Les thérapies non conventionnelles et la médecine classique diffèrent sur l'interprétation des troubles. Par exemple, la naturopathie élabore les concepts de détoxication/détoxination (les toxines en question n'étant pas toujours spécifiées), alors que ceux-ci n'ont pas de définition en médecine classique. D'autres parleront en termes de karma, d'« énergie » ou encore d'humeurs, se plaçant donc dans un cadre conceptuel sans fondement scientifique.

### Postulats propres à certaines disciplines
Les médecines non conventionnelles reposent sur certains postulats :
- les médecines énergétiques (acupuncture, qi gong, shiatsu…) partent du principe que l'être humain possède un influx vital (prana en indien, ki en japonais ou qi en chinois) qui peut circuler de manière harmonieuse, la maladie étant une perturbation de cette harmonie qu'il convient de ré-équilibrer ;
- l'homéopathie est fondée sur des principes selon lesquels :
  - le mal provient d'un problème inhérent à la personne[réf. nécessaire], le « terrain » est ce qui assure la guérison, et c'est ce terrain qu'il faut traiter,
  - le traitement se fait selon le principe de similitude : on administre une substance réputée provoquer un symptôme pour soigner ledit symptôme,
  - plus un produit est dilué et « dynamisé » (secoué vigoureusement) plus il est actif,
- l'ostéopathie part du principe que le trouble provient d'un blocage des structures anatomiques entre elles, d'un mauvais fonctionnement « mécanique ». Elle se fonde sur quatre principes : la structure gouverne la fonction, la fonction modèle la structure, l'unité du corps, et l'artère est suprême.
- la balnéothérapie postule les bienfaits de l'eau et des bains, méthode à rapprocher du thermalisme.

D'autres font appel à des théories pré-scientifiques comme la théorie des humeurs, ou à des principes plus ou moins occultes (comme le Karma).

## Aspect légal
Selon les pays, les médecines non conventionnelles sont reconnues ou seulement tolérées. Certains pays exigent toutefois un titre médical ou paramédical pour la pratique de certaines approches.
Elles sont diversement contrôlées par des instances officielles et, selon les pays, leurs traditions et législations sont plus ou moins répandues et reconnues. Elles se développent en complément ou en alternative à la médecine et sont utilisées par 20 à 50 % des populations de plusieurs pays de la Communauté européenne selon les résultats d'enquêtes d'opinion de la fin du XXe siècle, voire par près de 4 Français sur 10, en particulier les patients atteints de cancer.

### Europe
Selon la Commission des questions sociales, de la santé et de la famille du Conseil de l'Europe :

« Les médecines alternatives sont devenues à présent de véritables industries. Dès lors, des abus et des dérives sont possibles, certains étant toujours tentés, par goût du pouvoir ou esprit de lucre, d’utiliser ces médecines à des fins détournées. Il existe donc des risques certains de voir ces médecines exploitées par des charlatans, des groupes sectaires etc…, tous voyant en elles un profit immédiat.
Pour les sectes, la santé est un thème porteur : elles s ’en servent pour attirer de nouveaux adeptes, et sont tentées d’utiliser ces médecines parallèles pour couper les adeptes du monde médical extérieur à la secte. Dans la mesure où elles prônent l’inutilité de la médecine traditionnelle et la nécessité d’arrêter tout traitement, y compris dans le cas de maladies graves comme le cancer et le SIDA, les dangers sont considérables pour les individus. Les médias se sont fait l’écho de plusieurs cas d’adeptes atteints de cancer et décédés après avoir abandonné toute thérapie. »

### France
La commission Nicolas de 2002 a permis la reconnaissance de l'acupuncture et de l'homéopathie comme des pratiques médicales légales. Le titre professionnel d'ostéopathe a lui été reconnu, de même que celui de chiropracteur, par la loi du 4 mars 2002. Cependant, ces reconnaissances de titres professionnels ne sont pas pour autant des validations de ces théories, et l'Académie de Médecine considère que « l’insertion des ThC [thérapies complémentaires, en l'occurrence pour ce document l'acupuncture, l'hypnose, l'ostéopathie et le tai-chi] dans les soins dispensés par les hôpitaux, notamment les CHU, semble présenter un réel intérêt si elle est comprise non comme une reconnaissance et une valorisation de ces méthodes, mais comme un moyen de préciser leurs effets, de clarifier leurs indications et d’établir de bonnes règles pour leur utilisation ». De ce fait, un certain nombre de ces pratiques thérapeutiques se sont ajoutées à la liste des médecines à exercice particulier, pratiquées à titre subsidiaire par des médecins généralistes, mais non reconnues par la Sécurité sociale. Parmi celles-ci, nous pouvons notamment compter l'acupuncture, l'homéopathie, la médecine gériatrique ou la nutrition.
Aperçu non exhaustif de la situation légale, en 2017, pour l'usage le plus courant de la médecine non conventionnelle (MNC) :
- L’acupuncture ne peut être exercée légalement que par les médecins et les sages-femmes ayant acquis un diplôme universitaire (DU) ou interuniversitaire (DIU) délivré par les facultés de médecine[40] ;
- L’homéopathie est réservée aux médecins, sages-femmes, dentistes et vétérinaires titulaires d’un diplôme délivré par une université ou un institut agréé par l’État. Les pharmaciens ayant obtenu un certificat en homéopathie, peuvent conseiller sans pouvoir prescrire d'homéopathie[40] ;
- L’ostéopathie et la chiropraxie. Les médecins, kinésithérapeutes, sages-femmes et infirmiers ont accès à un diplôme d’ostéopathie (DO) délivré par des universités ou des instituts agréés. Il représente un titre mais pas un diplôme d’État[40] ;
- Le « toucher thérapeutique » ou massage relationnel peut être pratiqué par les kinésithérapeutes, les infirmières et les psychomotriciens, sans condition de diplôme[40] ;
- Pour l’hypnose, de nombreuses formations universitaires et un institut privé (l’Institut français d’hypnose) existe. Les formations à l'hypnothérapie sont destinées aux personnels de santé, mais aucune formation ni diplôme d’État ne sont exigés, alors que la jurisprudence considère l’hypnose comme un acte médical[40].

Selon l'article 39 du code de déontologie médicale et l'article R4127-39 du code de la santé publique : « Les médecins ne peuvent proposer aux malades ou à leur entourage comme salutaire ou sans danger un remède ou un procédé illusoire ou insuffisamment éprouvé. Toute pratique de charlatanerie est interdite ». Le code de déontologie et le code de santé publique impliquent de potentielles sanctions ordinales comme pénales pour la pratique de méthodes insuffisamment éprouvées, même si certaines pratiques alternatives sans risque restent de fait tolérées.
Selon la Question Parlementaire no 11662 intitulée « Médecines douces et risques de dérives sectaires » : « Le ministère rappelle que les pratiques dites de « médecines douces », si elles ne sont pas exercées par des membres du corps médical, doivent strictement rester dans le champ du bien-être et de la détente. Tout acte à visée diagnostique ou thérapeutique ne peut être pratiqué que par les membres du corps médical. »
Didier Pachoud, expert du GEMPPI, s'insurge contre cette présence des pseudo-médecines à l'hôpital, qui risque de se transformer en cheval de Troie, et se dit « inquiet de la facilité avec laquelle un diplôme universitaire pouvait être mis en place : les doyens ne sont pas regardants car les DU rapportent de l'argent ».
La Programmation neuro-linguistique est aussi parfois proposée, en France, aux professionnels de santé (notamment paramédicaux) pendant leur cursus. Elle y est présentée comme s'inspirant des « recommandations de la Haute Autorité de santé » et financée grâce aux Fonds d'Assurance Formation de la profession médicale, par des formateurs qualifiés d'« expert »,,. Elle est affichée comme assimilée à de la psychologie appliquée alors qu'elle est inconnue de cette science.

#### Cas de l'herboristerie et de la phytothérapie
En raison de l'existence de composants actifs potentiellement dangereux dans de nombreuses plantes, l'usage des plantes médicinales est très réglementé en France. « En France, les médicaments à base de plantes sont dispensés exclusivement dans les officines pharmaceutiques du fait de l’existence du monopole pharmaceutique. Il existe toutefois une possibilité de laisser certains de ces médicaments en libre accès pour les clients ; le libre accès est limité à certaines spécialités pharmaceutiques ayant des indications thérapeutiques bien précises définies par décret. […] Certaines plantes très actives, donc potentiellement toxiques, sont inscrites sur l’une des listes (I ou II) des substances vénéneuses et ne peuvent de ce fait être délivrées en pharmacie que sur prescription médicale ». Les plantes sont donc à utiliser avec précaution : une huile essentielle peut contenir jusqu'à 2 000 principes actifs. Un certain nombre de ces principes actifs possèdent des propriétés médicalement intéressantes, mais leur usage doit être contrôlé car comme pour toute substance ayant un effet sur le métabolisme, un mauvais dosage ou une mauvaise utilisation peuvent avoir des effets indésirables graves. Il est donc important de respecter la posologie et la durée de la prise, et d'être encadré si possible par un spécialiste diplômé. Ainsi, le millepertuis, le ginkgo ou le pamplemousse peuvent provoquer une diminution ou une augmentation de l’effet thérapeutique d’autres médicaments par interaction médicamenteuse. De même, l’absinthe ou le thuya peuvent être toxiques pour le système nerveux : c’est pourquoi en France certaines huiles essentielles ne peuvent être délivrées que par un pharmacien.
Un régime dérogatoire est prévu pour les herboristes, et près d’un tiers des plantes médicinales inscrites à la pharmacopée, jugées sans risque à dosage raisonnable, a été libéralisé en 2008.
La plupart des médicaments de phytothérapie sont disponibles sans ordonnance en France mais ils peuvent aussi être prescrits.

### Suisse
La Suisse a décidé, en juillet 1999, d’intégrer à l’essai cinq nouvelles médecines parallèles (après le succès de la chiropratique) dans le remboursement de l’assurance maladie obligatoire : l’homéopathie, la thérapie neurale, la phytothérapie[réf. nécessaire], la médecine anthroposophique et la médecine traditionnelle chinoise. Après évaluation, ces médecines se sont avérées inefficaces et l’essai a été stoppé en juin 2005[réf. nécessaire]. En outre, l’usage de ces médecines ne réduisait pas la consommation des autres médecines. Ainsi, le 3 juin 2005, Pascal Couchepin (Conseiller fédéral) a donc décidé d’exclure ces méthodes de l’assurance de base. Selon l’ATS — Le Temps, « il n’a pas été suffisamment prouvé que les cinq méthodes complémentaires satisfaisaient aux critères d’économicité, mais surtout d’efficacité et d’adéquation selon la loi sur l’assurance maladie (LAMal). »
Après une interruption du remboursement en juin 2005, il a été décidé de recommencer à rembourser temporairement ces médecines complémentaires à partir de 2012, pour une période d'essai de 5 ans. La proposition d'inscrire la « prise en compte des médecines complémentaires » dans la Constitution a en outre été acceptée par 67 % des votants lors de la votation populaire du 17 mai 2009.
Par décision du Conseil fédéral du 16 juin 2017, les prestations médicales de la médecine anthroposophique, de l'homéopathie classique, de la médecine traditionnelle chinoise, de la phytothérapie et de l'acupuncture devaient être définitivement remboursées par l’assurance maladie de base à partir du 1er août 2017. Les nouvelles dispositions mettent ainsi sur un pied d’égalité les médecines complémentaires administrées par des médecins avec les autres disciplines médicales conventionnelles. Par cette décision, le gouvernement reconnaît que la médecine complémentaire remplit les exigences légales, notamment celles de l’article 32 de la loi sur l’assurance-maladie qui « permet de rembourser uniquement des prestations efficaces, appropriées et économiques ».[réf. nécessaire] Les prestations controversées et/ou nouvelles seront examinées sur demande, en cas de problème ou de doute, par une Commission fédérale des prestations générales et des principes (CFPP).

### Allemagne
En Allemagne et dans certains cantons suisses existe depuis 1939 un statut officiel de « Heilpraktiker », regroupant les praticiens de diverses écoles alternatives sélectionnés sur la base d'un examen d'admission (essentiellement utilisé par des naturopathes et certains psychanalystes d'écoles marginales).

## Utilisation des médecines non conventionnelles

### France
Il existe peu de statistiques sur l'usage de ces médecines par la population. Un sondage SOFRES en 1985, CSA en 1988, une enquête chez des personnes hospitalisées en 1993, une étude réalisée par le CREDES en 1997 et les chiffres du rapport de l’OMS en 2002 sur la médecine traditionnelle sont les points de référence pour cette question. Les résultats sont fluctuants, l’OMS donne un taux de 75 % et de 49 % dans le même rapport, mais il est généralement avancé que la moitié de la population française a recours à une médecine non conventionnelle et que les femmes sont les plus nombreuses à les utiliser.[réf. nécessaire]
Tristan Mendès France, maître de conférences associé à l’Université de Paris et spécialiste des communautés marginales, souligne : « Il y a une recherche d’une audience vulnérable, car c’est la plus à même d’ouvrir son portefeuille. Ce qui est terrible, car c’est assécher les plus faibles ».
La revue Science et Vie de janvier 2015 montre que « la mesure scientifique de l’efficacité des médecines alternatives se heurte à de nombreuses difficultés que la multiplication des études ne parvient pas vraiment à résoudre. Mais cette incertitude scientifique ne semble nullement entamer la confiance des français envers ces thérapies. Ainsi, 40 % d’entre eux y font appel et 78 % les jugent efficaces lorsqu’elles sont utilisées en prévention et 72 % estiment que, même dans le cas du cancer, les médecines complémentaires sont importantes en plus des traitements médicaux classiques ».
L'Académie de médecine française a publié en 2013 un rapport intitulé « Thérapies complémentaires - acupuncture, hypnose, ostéopathie, tai-chi - leur place parmi les ressources de soin ». Ce rapport, qui se fonde sur une synthèse de la bibliographie disponible sur le sujet, constate que « l’intérêt qui leur est porté dont témoigne le grand nombre de publications qui leur sont relatives, la croissance en nombre dans notre pays des projets de recherche clinique les concernant, et les connaissances en neurobiologie qui permettent d’en approcher le mécanisme obligent à les considérer avec sérieux, quand bien même leur efficacité n’est évoquée que dans un nombre limité de situations et fondée sur un niveau de preuve insuffisant. Cela ne justifie pas pour autant l'engouement probablement excessif du public en leur faveur. Ces pratiques doivent rester à leur juste place : celle de méthodes adjuvantes pouvant compléter les moyens de la médecine. »
Selon l'expert Didier Pachoud, « Les mouvements orientalistes se sont constitués en cabinets de thérapeutes ou de coachs, terme moderne synonyme de maîtres. Peu de groupes de ce genre aiment être caractérisés comme des groupes spirituels ou religieux, préférant le registre philosophique ou technique. A y regarder de près, il ne s'agit pourtant que de croyances, de spéculations, habillées dans un vocabulaire pseudo-scientifique ou médical ».
La Mission interministérielle de vigilance et de lutte contre les dérives sectaires (MIVILUDES) a mis gratuitement à disposition dans son Guide santé et dérives sectaires une fiche intitulée « Comment reconnaître un charlatan ou un pseudo thérapeute sectaire ? ». Parmi les principaux traits récurrents qui définissent un pseudo-thérapeute, la mission note le dénigrement systématique de la médecine conventionnelle, la promesse d'une guérison miracle, la mise en valeur de bienfaits impossibles à évaluer ou mesurer (en termes de karma, d'aura, d'énergétique, etc.), la promesse d'une prise en charge globale (prétention holiste) agissant autant sur le corps que l'esprit voire l'âme, et l'utilisation d'un vocabulaire technique opaque (« ondes cosmiques, cycles lunaires, dimension vibratoire, purification, énergies, cosmos, conscience… »).
Le médecin et criminologue Jean-Marie Abgrall est l'auteur de plusieurs enquêtes sur le sujet (comme La mécanique des sectes en 1996 ou Les Charlatans de la santé en 1998). Il décrit ainsi le phénomène :

« Profitant de l’attirance grandissante du public pour les thérapies alternatives et les médecines douces, les groupes les plus divers investissent, depuis plusieurs décennies mais plus encore aujourd’hui dans des proportions inquiétantes, le domaine de la santé et du bien-être par une multitude d’offres de soins et d’accompagnement au développement personnel, assorties de promesses de guérison et de vie harmonieuse ici-bas et même au-delà.
Ce succès engendre des risques divers, depuis l’escroquerie pure et simple jusqu’à la dérive « thérapeutique », voire sectaire au sens des critères retenus par les pouvoirs publics. »

En mars 2018, 124 médecins et professionnels de santé publient un appel « contre les « médecines alternatives » qu'ils qualifient de « fake médecine » (« fausse médecine ») mettant en garde contre le risque d'arnaque, de charlatanerie et de dérive sectaire, et dénonçant le manque d'éthique des personnes proposant des soins dont l'efficacité n'est pas prouvée. Ils demandent l'exclusion de ces disciplines du champ médical, face au constat d'un entrisme de plus en plus prononcé,. Le philosophe Roger-Pol Droit indique en conclusion d'une analyse sur le sujet :

« En fait, derrière le débat « vraie médecine » contre « fausses médecines », plus de questions se profilent qu'on ne le voit d'abord. Il se pourrait qu'il indique un symptôme majeur de la crise contemporaine de la pratique médicale. Décider si la médecine est une science ou un art est une question qui traverse les siècles. Oublier qu'elle doit être les deux est un trait du nôtre. »

#### Pratique par des médecins, en milieu hospitalier
Le serment d'Hippocrate réactualisé indique que le médecin doit respecter « toutes les personnes […] sans aucune discrimination selon leur état ou leurs convictions ». Pour autant, l'utilisation d'une médecine non conventionnelle par un médecin, éventuellement au sein d'un hôpital, n'est pas une forme de validation de la méthode. D'un point de vue juridique, les médecins ne doivent pas divulguer dans les milieux médicaux un procédé nouveau de diagnostic ou de traitement insuffisamment éprouvé sans accompagner leur communication des réserves qui s'imposent. Ils ne doivent pas faire une telle divulgation dans le public non médical. Les médecins ne peuvent proposer aux malades ou à leur entourage comme salutaire ou sans danger un remède ou un procédé illusoire ou insuffisamment éprouvé. Toute pratique de charlatanisme est interdite.
D'un point de vue pragmatique, tant que la méthode apporte bien-être et réconfort au patient, le médecin peut parfois l'utiliser même s'il est convaincu que l'effet n'est que placebo (la médecine conventionnelle utilise d'ailleurs fréquemment des placebos). Dans le même ordre d'idées, la présence de lieux de prière et d'aumôneries au sein d'un hôpital n'indique pas que le personnel soignant soit croyant, mais qu'il respecte la croyance des patients et accepte de mettre en œuvre tout ce qui n'est pas néfaste et apporte du réconfort.
Certains professionnels de santé médicaux (médecin, sage-femme) et paramédicaux (infirmier, kinésithérapeute, etc.) ont parfois recours à des pratiques non conventionnelles en milieu hospitalier. Mais ces pratiques peuvent aussi être proposées par des personnes qui ne sont ni médecins ni paramédicaux. Certains praticiens ne peuvent procéder à aucun acte médical, tel que le diagnostic, la thérapie ou la prescription de médicaments. Face à la diversité de ces pratiques non conventionnelles avec des praticiens très hétérogènes, des tentatives de réglementation et de contrôle tentent de se mettre en place, notamment pour surveiller les éventuelles dérives sectaires en dehors des établissements hospitaliers publics. Le Pr Loïc Capron, président de la Commission médicale d’établissement de l’Assistance publique - Hôpitaux de Paris, déclare en 2015 : « Il existe une continuité entre ces pseudo-thérapies et les sectes, qui peuvent pénétrer par cette voie dans l’hôpital. En tant que responsable de la qualité et de la sécurité des soins, je lutte contre tout ce qui n’est pas evidence based ».
D'après un rapport de l'Académie de médecine française, l'utilisation de ces pratiques dans les hôpitaux publics, « et notamment dans les CHU, est acceptable dans la mesure où l’hôpital n’est pas considéré comme garant de leur efficacité, mais comme lieu d’exemplarité de leur pratique et espace ouvert à la recherche les concernant. L’expérience de ces établissements devrait contribuer à terme à l’élaboration d’un guide de bonnes pratiques destiné à tous les intervenants publics ou privés ». Le rapport recommande que ces pratiques demeurent « à leur juste place : celle de méthodes adjuvantes pouvant compléter les moyens de la médecine. Elles ne doivent être préconisées que dans les cas où leur utilité est plausible, et au terme d’une démarche médicale par laquelle on se sera assuré qu’il n’y a pas, parmi les moyens éprouvés de la thérapeutique, une solution plus nécessaire ou plus recommandable. En conséquence, elles ne doivent jamais être choisies par le patient comme une solution de premier recours, ni comme une solution de remplacement qui exposerait à des erreurs ou retard de diagnostic et à des pertes de chance. Une attention particulière doit d’autre part être portée au risque de complications (notamment des manipulations cervicales), au risque de diffusion abusive de méthodes d’utilité improbable (telle l’ostéopathie crânienne préventive du nouveau-né), et au risque de dérive sectaire avec éloignement définitif de la médecine conventionnelle, particulièrement redoutable en cancérologie ».
Un état des lieux en 2013 des thérapies complémentaires utilisées à l'Assistance publique - Hôpitaux de Paris indique qu'elles sont « mises en pratique, dans 95 % des cas, par des professionnels de santé : médecins, sages-femmes, infirmières, infirmières anesthésistes, masseurs-kinésithérapeutes, psychomotriciens, psychologues. Les médecins titulaires qui sont impliqués dans ces soins ne les pratiquent qu'à temps partiel. On remarque toutefois que dans 5 % des cas, les pratiques complémentaires sont réalisées par des intervenants indéterminés, professionnels de santé ou non, exerçant éventuellement de façon bénévole ».

#### Caractéristiques problématiques de certaines thérapies
Certaines thérapies non conventionnelles peuvent partager un certain nombre de caractéristiques[Interprétation personnelle ?] :
- absence de formation médicale des praticiens : si certaines méthodes bien établies comme l'ostéopathie bénéficient de nos jours de formations reconnues par l’État (ce qui n'implique cependant en aucun cas une reconnaissance d'efficacité de la méthode), un certain nombre de médecines non conventionnelles sont pratiquées par des personnes sans formation médicale (ou avec une formation sans rapport avec la technique concernée, ce qui est le cas des « médecins homéopathes »), et généralement formées elles-mêmes par une simple poignée de stages sans valeur institutionnelle[67]. Ainsi, « L’absence de reconnaissance par l’État des formations et des diplômes délivrés […] peut induire un amateurisme de la part de certains pseudo-thérapeutes. D’autant que n’importe qui peut se déclarer « kinésiologue » ou « maître reiki » et enseigner ces techniques. […] Il est possible de devenir maître reiki en trois ou quatre stages de formation accélérée les week-ends »[67]. Cette facilité à monter en grade fait partie pour la MIVILUDES de la stratégie de nombreuses mouvances suspectes : « On fait également miroiter à l’adepte la possibilité de devenir lui-même « praticien » voire formateur, ce qui est en soi très valorisant et réconfortant pour une personne en perte de repères »[67]. De fait, la plupart des médecines non conventionnelles sont officiellement « accessible sans diplôme particulier » selon la fiche Rome K1103 de Pôle Emploi[68], même si certains instituts délivrent des diplômes, souvent coûteux et sans valeur institutionnelle[67].

Selon le ministère des Affaires sociales et de la Santé, « l’enseignement de ces pratiques [non conventionnelles] ne donne pas lieu à des diplômes nationaux, à l’exception de l’acupuncture. Cependant, certaines formations font l’objet de diplômes d’université (DU) ou de diplômes interuniversitaires (DIU) placés sous la seule responsabilité d’une ou de plusieurs universités. Ces diplômes ne signifient pas, ipso facto, que l’efficacité et l’innocuité de la technique sont prouvées. Ce sont des diplômes complémentaires qui, à eux seuls, ne donnent pas le droit à l’exercice d’une profession de santé. Certaines formations sont par ailleurs délivrées au sein d’organismes privés sans aucun contrôle des institutions publiques quant à leur contenu, et sans reconnaissance par l’Etat des diplômes délivrés ». Le Canard enchaîné relève en 2015 certains diplômes universitaires éloignés de la médecine fondée sur les preuves et proposés à des prix élevés par quelques universités, et relate l’envoi d’une lettre la même année (restée sans réponse) aux ministres de la Santé et de l’Éducation nationale, signée par une douzaine de personnalités médicales et scientifiques demandant la suppression « de ces diplômes universitaires se rapportant au domaine médical, mis en place localement et donc sans évaluation nationale ».
- absence de preuves de l'efficacité du soin : toute méthode thérapeutique qui a prouvé son efficacité et son innocuité est rapidement intégrée à la médecine dite ici « conventionnelle ». Ainsi, la médecine non conventionnelle regroupe des techniques dont l'efficacité n'a pas été démontrée, à quelques exceptions près, ou bien qui présentent des risques de blessure (voir la section « Recherche » ci-après). Par exemple comme dans le cas de l'homéopathie, l'inefficacité de la méthode a au contraire été démontrée à de multiples reprises, mais les promoteurs de la méthode trouvent toujours des artifices rhétoriques pour discréditer les preuves scientifiques.
- utilisation de concepts sans définition : de nombreuses techniques reposent sur des concepts flous et sans définition concrète[72], qu'ils soient empruntés à des religions asiatiques (karma, ki…), à des théories européennes des siècles passés (dynamisation, humeurs…) ou à un jargon scientifique détourné (onde, énergie, « mysticisme quantique »…). D'autres termes simplement vagues sont également utilisés, comme la prétention « holiste » ou « orientale », la promotion du « bien-être », une mystérieuse « purification » (ou « détoxication ») ou surtout l'appel à la « nature », qui peut justifier tout et son contraire. L'entretien de ce flou a pour effet de faire cohabiter sous des mêmes bannières de simples « remèdes de grand-mère », des arnaques organisées, des groupes New Age et des mouvances sectaires, souvent difficiles à distinguer. Un certain nombre de ces pratiques se sont structurées commercialement, et infiltrent notamment les réseaux écologistes et bio pour diffuser sous couvert de « naturel » des méthodes fantaisistes au mieux inefficace et au pire dangereuses : un véritable florilège y est notamment présent chaque année au Salon Marjolaine, à l'origine consacré à l'agriculture biologique[73].

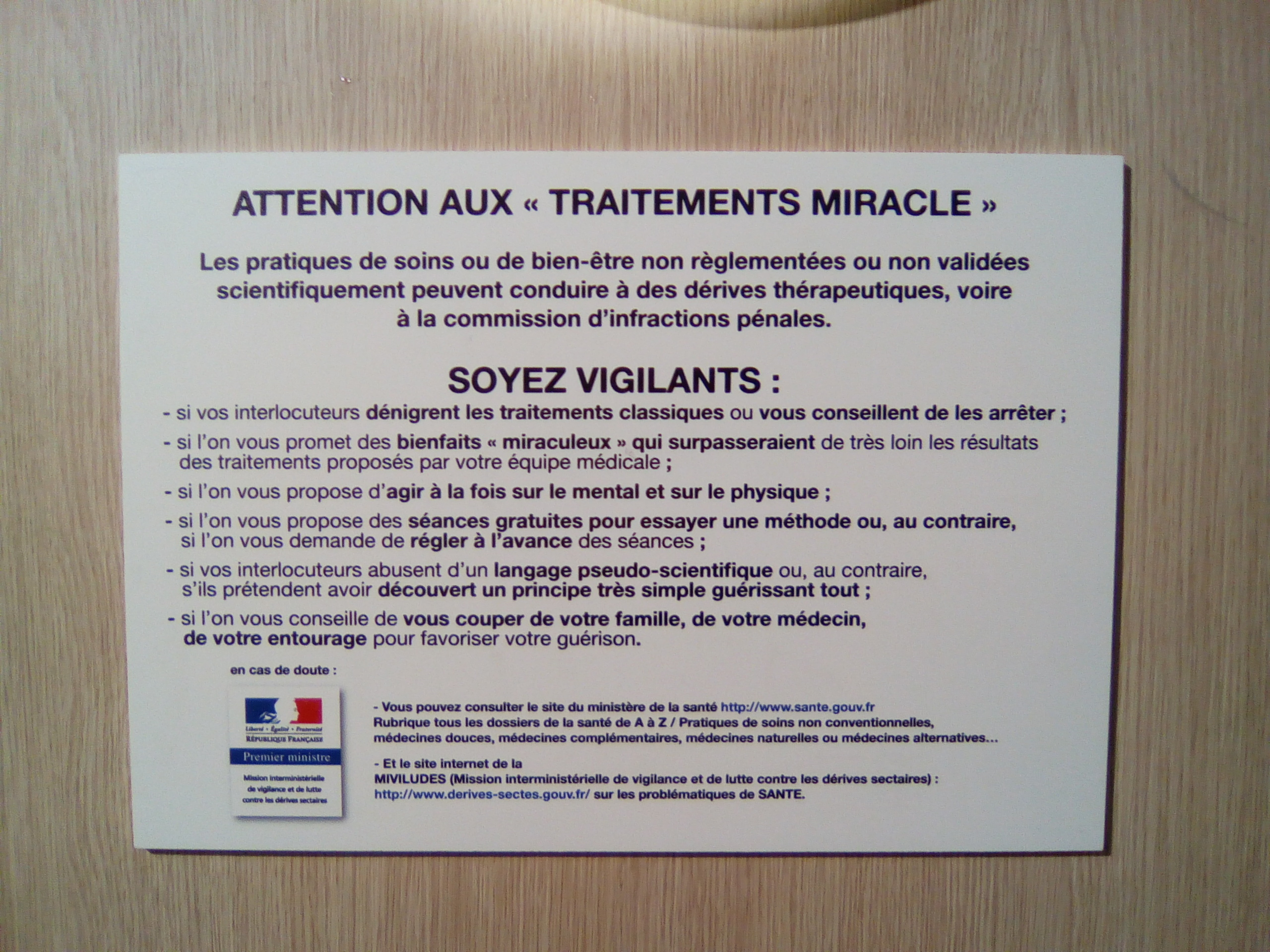
Avertissement des autorités françaises sur les dérives de certaines thérapies non conventionnelles : panneau affiché au salon Marjolaine, organisé par Nature et progrès.

- recours à la pensée magique : face à l'absence de preuve scientifique de l'efficacité d'une technique, les promoteurs de « traitements miracles » vont souvent faire appel à la pensée magique, c'est-à-dire à la croyance en des mécanismes occultes que la science moderne ne parviendrait pas à détecter alors que le praticien, lui, en maîtrise les arcanes grâce à son processus initiatique[74]. Ce mécanisme permet de discréditer les études scientifiques portant sur la méthode concernée, et justifie l'absence de nécessité pour le thérapeute d'avoir à prouver ses affirmations. Enfin, cela constitue aussi une échappatoire ad hoc, puisque l'inefficacité de la méthode peut être reprochée au patient (« incrédule », porteur de « mauvaises ondes »…) plutôt qu'au praticien.
- risque d'emprise psychologique ou de dérive sectaire : de nombreuses thérapies non conventionnelles se posent comme des alternatives non seulement thérapeutiques mais aussi ontologiques, assurant reposer sur un système de pensée radicalement différent de celui de la science, et invitent donc les patients à embrasser non pas une simple technique de soin mais toute une vision du monde, souvent qualifiée de « holiste » ou attribuée à l'« orient ». À partir de là, le risque d'emprise psychologique est majeur, et la Mission interministérielle de vigilance et de lutte contre les dérives sectaires met régulièrement en garde contre les nombreuses dérives existantes, consistant le plus souvent à « valoriser la victime pour mieux asseoir l’emprise du gourou thérapeute. Il s’agira de convaincre l’adepte qu’il est exceptionnel et que pour aller mieux et retrouver son énergie, sa joie de vivre et tout son potentiel, il devra se séparer de son conjoint, se couper de ses amis, et surtout suivre des stages, généralement coûteux, mais nécessaires pour accéder au bien-être. […] Petit à petit la relation va se baser sur l’admiration du patient envers son thérapeute, qui pourra imposer toutes ses exigences, allant jusqu’à la soumission totale de l’adepte qui aura subi des pressions réitérées afin d’altérer son jugement »[67].

### États-Unis
Aux États-Unis, cinquante-sept pour cent des femmes atteintes de cancer du sein auraient recours aux médecines non conventionnelles et plus la personne se sent malade plus elle aurait tendance à multiplier ces traitements. À côté des traitements biologiques (fortifiants), les méthodes les plus habituelles sont les thérapies de relaxation tête et corps, les cassettes de musique ou de vidéo.
Toujours dans le cadre du cancer du sein, des études préliminaires portent sur la classique Grande camomille de nos grands-mères dont une substance, le parthénolide, permettrait in vivo la lutte contre la résistance des cellules au tamoxifène.
En 2008 l'American Hospital Association (en) faisait état de 37 % des hôpitaux qui rendent disponible l'utilisation de thérapies alternatives et complémentaires. Bien qu'appréciées de certains patients, ces pratiques ne sont pas toujours bien accueillies par les médecins dans les hôpitaux.
Une étude clinique de 2017 a pointé que dans le cadre de cancers traitables, le recours aux médecines non conventionnelles (« alternative medicines ») sans aucun traitement conventionnel du cancer (« conventional cancer treatment ») diminuait drastiquement les chances de survies. Ce cas de figure reste cependant rare.

### Pays en développement
Selon l'OMS : « Jusqu’à 80 % des populations des pays en développement s’en remettent à la médecine traditionnelle pour les soins de santé primaires, par tradition culturelle ou faute d’autres alternatives ».

### En Europe
Une revue systématique publiée en 2018 a identifié les facteurs prédictifs qui font que les personnes issues de la population générale en Europe se tournent vers les médecines alternatives et complémentaires. Les facteurs prédictifs de recours à des praticiens de ces médecines sont le fait d'être de sexe féminin et le fait de reporter être atteint d'une maladie chronique. Le statut marital n'est cependant pas un facteur prédictif. Le fait d'être de sexe féminin est aussi un facteur prédictif du recours à des produits issus des médecines alternatives et complémentaires. Les auteurs concluent cependant que ces facteurs prédictifs ne sont pas différents de ceux concernant le recours à des praticiens de santé plus conventionnels.

## Une économie publique
Des études réalisées ces dernières années montrent une amélioration du confort des utilisateurs, une diminution au recours des méthodes conventionnelles et une diminution des dépenses de santé,.
Certains admettent que des pratiques non conventionnelles soient remboursées par l'assurance maladie en France pour réaliser une diminution des dépenses de santé. Selon Frédéric Adnet, professeur de médecine d’urgence à l'université Paris-XIII : « Si la sécurité sociale rembourse certains traitements dénués de fondements scientifiques, cela résulte très probablement d’un calcul mercantile. Ces mêmes patients pourraient devenir – en cas de non-remboursement – des sur-consommateurs de soins lourds dans leur quête d’un soulagement psycho-affectif bien plus pénalisant en matière de finances publiques et probablement plus dangereux en matière de iatrogénie. Cet état de fait n’est donc, finalement, pas choquant ».
L'expérience de la Suisse entre 1999 et 2005 semble montrer que le remboursement de médecines non conventionnelles ne génère pas d'économie, ni de surcoût. Elles ne représentaient que 0,16 % des dépenses de l'assurance obligatoire, mais de nombreuses dépenses sont prises en charge par les patients ou de plus en plus par leurs assurances ou mutuelles complémentaires.
Il existe de possibles effets nuisibles : ainsi des malades se tournant exclusivement vers des thérapies dont l'efficacité n'a pas été prouvée ne pourront pas bénéficier d'un diagnostic précoce par la médecine scientifique, mettant leurs jours en danger.

## Recherches
Selon l'OMS : « Il existe des données empiriques et scientifiques qui mettent en évidence les bénéfices de l’acupuncture, des médecines manuelles et de plusieurs plantes médicinales dans le traitement de maladies chroniques ou bénignes ». L'OMS est cependant une organisation politique et pas scientifique, et ses relations de plus en plus étroites avec la Chine biaisent selon certains observateurs son appréciation des médecines non conventionnelles à connotation chinoise.
Dans une notice de lecture de l'ouvrage Médecines douces : info ou intox ? de Simon Singh et Edzard Ernst, qui se présente comme « l’évaluation des médecines alternatives la plus honnête et la plus précise du monde » Martin Brunschwig pour Science et pseudo-sciences considère que « le défi est brillamment relevé : S. Sing et E. Ernst offrent en effet un travail d’une rigueur et d’une richesse exemplaire, émaillé d’explications et de références aux études qui ont permis d’apporter les preuves d’efficacité de certains traitements plus que d’autres » ; il indique par ailleurs que « les médecines alternatives sont en grande partie évaluées, et un nombre infime d’entre elles ont prouvé un effet spécifique mais faible. Les auteurs indiquent d’ailleurs fort justement que lorsque c’est le cas, au lieu de « s’accrocher » à une efficacité très faible, pour certains effets, à la limite du démontrable (que les tenants des médecines alternatives ne manqueront pas de monter en épingle), on ferait mieux, dans tous les cas, de se tourner vers les traitements conventionnels, plus efficaces ».
Dans le cas de l'acupuncture, la collaboration Cochrane cite un cas où une efficacité est démontrée légèrement supérieure au placebo mais récuse ou ne peut conclure, faute de preuve pour les autres indications où l'acupuncture a été scientifiquement évaluée. On sait en revanche que l'expérience qui a lancé la mode de l’acupuncture aux États-Unis dans les années 1970 avait été falsifiée par les services chinois. On retrouve également dans la littérature des cas d'iatrogénie de l'acupuncture.
Aux États-Unis le National Center for Complementary and Alternative Medicine (NCCAM) qui dépend des National Institutes of Health, a pour mission de financer et mener des recherches scientifiques rigoureuses dans le domaine des médecines complémentaires et alternatives. L'institut a été créé en 1991 sous le nom Office of Alternative Medicine (OAM) avant de devenir le NCCAM en 1998, son budget était de 2 millions de dollars à sa création, il a atteint 50 millions en 1999 et 128,8 millions en 2010. Les critiques reprochent au NCCAM l'absence de résultats significatifs malgré son budget important et la promotion des pseudo-sciences pour des raisons politiques et démagogiques,.
The Scientific Review of Alternative Medicine est un exemple de magazine américain évalué par les pairs, soutenu par la Commission for Scientific Medicine and Mental Health, consacré à l'étude des médecines non conventionnelles.
Depuis les années 2000, la base de données MEDLINE a introduit une indexation facilitant les recherches sur le sujet des médecines complémentaires et alternatives. The Cochrane Library (en) dispose d'une importante base de données d'essais contrôlés ainsi que des revues systématiques.
On trouve dans la littérature scientifique de plus en plus d'études sur les médecines non conventionnelles, cependant des méta-analyses montrent que certaines de ces études sont de qualité trop faible pour être scientifiquement significatives, et sont parfois financées par des conglomérats de praticiens dans un but publicitaire (voir l'article junk science), voire dans le cas de la médecine traditionnelle chinoise par un État dans un but politique. Néanmoins cette problématique se rencontre également dans le domaine de la médecine conventionnelle. Comme le signale le rédacteur en chef de The Lancet (revue médicale prestigieuse) : « L’évaluation par les pairs est un très mauvais détecteur de fraudes. Elle ne teste pas la véracité d’une étude. Le seul moyen de tester la véracité de ce qui est écrit dans un article serait de recommencer toutes les expériences. L’évaluation par les pairs consiste à tester l’acceptabilité d’un papier. ».
En 2018, une étude publiée dans le Oxford Journal of the National Cancer Institute montre que les patients atteints de cancer et ayant recours aux seules thérapies « alternatives » à la place d'un traitement médical conventionnel ont significativement plus de chances de mourir que les autres.

### L'approche scientifique
La médecine conventionnelle applique un traitement si son efficacité est prouvée (ou dans certains cas semble prouvée, car la méthode scientifique peut parfois composer avec la logique mercantile ou culturelle), s'il a une supériorité sur la physiologie de l'homéostasie mise dans les meilleures conditions (effet placebo). L'efficacité d'un traitement est mesuré à partir de critères de mesures : un paramètre biologique (ex : la glycémie), psychologique (ex : l'anxiété), épidémiologique (ex : la survie à cinq ans, la mortalité). On peut ainsi utiliser des molécules ayant réussi les tests expérimentaux sans connaître, dans un premier temps, les mécanismes biochimiques de l'action thérapeutique de ces substances (exemples : aspirine, ou pénicilline). L'explication de leur action évoluerait par l'avancée des connaissances scientifiques, cela ne changerait rien au résultat des mesures expérimentées.
D'une manière générale, le fait qu'une théorie, une conception a priori, soit vraie ou fausse est indépendant du résultat atteint ; on peut expliquer un fait réel par une théorie fausse, et le fait que la théorie soit fausse n'empêche pas le fait d'être vrai. Par exemple, au Moyen Âge, on savait fabriquer du fer et du savon, pourtant, la théorie qui expliquait les transformations de la matière, l'alchimie, n'est plus reconnue comme vérité aujourd'hui.
Donc :
- si l'on prouve que la théorie sous-jacente à une médecine donnée est fausse, cela n'implique pas que les traitements liés à cette médecine soient inefficaces (même principe épistémologique que celui évoqué pour le savon et l'alchimie) ;
- le fait qu'un traitement soit efficace ne valide pas pour autant la théorie médicale qui le justifie (même principe épistémologique que celui évoqué pour le savon et l'alchimie) ;
- la preuve de l'efficacité doit se faire par comparaison avec la physiologie dans les conditions d'un placebo positif, sur un nombre suffisant de cas pour que l'on puisse avoir une différence significative statistiquement (cf. Essai clinique) ;
- l'efficacité visible d'une technique ne justifie pas forcément son utilisation, qui peut avoir des effets négatifs. Par exemple, on a longtemps soigné la syphilis avec du mercure ou en inoculant la malaria, ce qui donnait lieu à une rémission apparente, mais tua sans doute indirectement plus de patients que la maladie elle-même[100] (cf. Autorisation de mise sur le marché).

Les médecine alternatives n'ont pas d'effet bénéfique au-delà de l'effet placebo,,, à très peu d'exceptions près ayant montré une efficacité spécifique mais faible. Leur action spécifique peut entraîner des effets secondaires, et elles peuvent avoir des effets négatifs en interférant avec les traitements efficaces, notamment dans le traitement de cancer,.

### Relations entre médecins conventionnels et non conventionnels
Des médecins ont été poursuivis en France pour avoir utilisé des méthodes thérapeutiques sans validation scientifique. La notion « d’exercice illégal de la médecine » condamne par ailleurs toute personne qui s’aventurerait à manipuler la santé d'un patient par des traitements ou méthodes invasifs sans qu’il en ait été prouvé l’innocuité et l’efficacité.
Les laboratoires pharmaceutiques sont alors soupçonnés de faire pression auprès des gouvernements pour avoir une législation restrictive. À l’inverse, est cité le cas des Laboratoires Boiron (France), des Laboratoires Lehning (France), Heel et DHU Schwabe (Allemagne), grands pourvoyeurs d’emplois en Europe, et qui ont obtenu du gouvernement français que les préparations homéopathiques soient remboursées en 1984, puis de l’Union européenne que les mêmes préparations puissent avoir une autorisation de mise sur le marché sans procéder à des essais cliniques.
L’effet placebo et le réconfort sans danger qu’apportent, entre autres, certaines méthodes ont un certain intérêt. Les promoteurs de certaines médecines non conventionnelles s’appuient sur cet effet placebo pour montrer que le psychisme est fondamental dans la guérison ; cependant, l’effet placebo peut agir alors même que l’on sait qu’il s’agit d’un effet placebo.

## Affaires
Le recours aux médecines parallèles devrait être parcimonieux et adapté : le traitement d’une maladie grave et avancée nécessitant des soins médicaux importants peut être retardé par le recours exclusif à une médecine non conventionnelle.
Des mouvances font l'objet de surveillance de la part des autorités du fait du risque d'escroquerie, d'abus de faiblesse et de dérive sectaire lié à l'utilisation de certaines méthodes, régimes alimentaires et thérapies alternatives : « charlatanisme et amateurisme peuvent avoir des conséquences graves pour des personnes fragilisées physiquement et psychologiquement par des pathologies lourdes et/ou chroniques ».
Au XXIe siècle, il existe encore de nombreuses maladies incurables et parfois mal comprises, telles que certains cancers ou encore la maladie d'Alzheimer. Ces maladies peuvent entraîner une grande anxiété chez les malades et leurs familles, ainsi qu'un douloureux complexe d'impuissance. Cette fragilité émotionnelle a attiré de nombreux thérapeutes para-médicaux malintentionnés et autres escrocs, qui face à l'impuissance de la médecine moderne proposent des méthodes « alternatives » soi-disant miracles, facturées à des prix souvent astronomiques,. On assiste ainsi à la prolifération de toute une pseudo-science autour de certaines maladies comme l'autisme, de leurs causes hypothétiques et de leur soi-disant traitement, impliquant autant de simples charlatans que de riches fondations, ainsi que certaines mouvances sectaires, surfant sur des effets de mode (comme le régime sans gluten) ou la théorie du complot (voir notamment la Controverse sur le rôle de la vaccination dans l'autisme, ou celle autour de la COVID-19, largement alimentée en France par des tenants des médecines non-conventionnelles). Grâce aux importants revenus générés par ces pseudo-thérapies, de puissants instituts se sont formés aux États-Unis pour promouvoir et centraliser ce genre de méthodes (comme la Strategic Autism Initiative), appuyés par une communication et un lobbyisme actifs, impliquant des personnalités du show-business et certains politiciens populistes, jusqu'à Donald Trump. Cette communication est généralement basée sur des témoignages isolés et invérifiables et une grande force de persuasion, parfois assortis de fausses études scientifiques. En réponse, la FDA américaine a publié des guides d'aide aux victimes (comme le « Beware of False or Misleading Claims for Treating Autism »), et des associations d'aide aux victimes se sont montées, comme la Autism Rights Watch. En France, c'est notamment la Mission interministérielle de vigilance et de lutte contre les dérives sectaires qui a été saisie du problème (voir par exemple son Guide santé et dérives sectaires).
Aux États-Unis, certaines dérives de l'analyse transactionnelle ont donné lieu à des procès. Ces affaires ont été compilées et révélées dans une enquête de M.T. Singer et J. Lalich parue en 1996.
En France, le procès d’un couple de kinésiologues, accusé de mauvais traitement sur son enfant décédé en 2000, à la suite d'une carence alimentaire (l'autopsie a révélé une « infection aiguë secondaire à une malnutrition chronique particulièrement sévère »), a relancé le débat sur les médecines non conventionnelles.[réf. nécessaire]